# 糠田橋

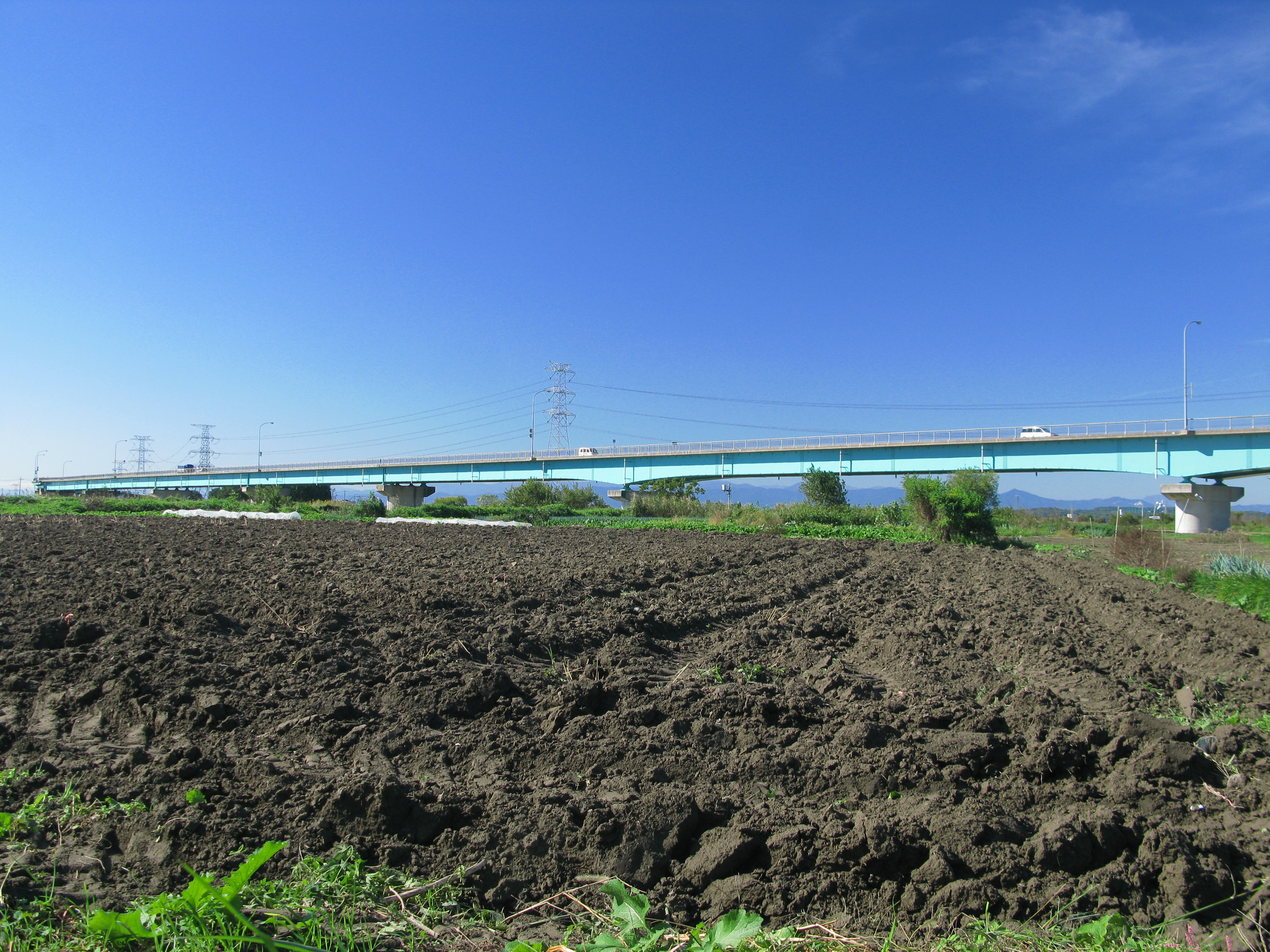
糠田橋（2012年10月）

糠田橋（ぬかたばし）は、埼玉県鴻巣市糠田と比企郡吉見町明秋の間で荒川に架かる埼玉県道76号鴻巣川島線の道路橋である。

## 概要

親柱（鴻巣市側）

河口から62.8 kmの地点（右岸側。左岸側は63.2 km）に架かる 橋長776.0メートル、総幅員10.75メートル、有効幅員9.75メートル 主径間80メートルの14径間鋼連続箱桁橋の1等橋（TL-20）である。また、埼玉県の第二次緊急輸送道路に指定されている。右岸側は曲線桁を有し、右に大きくカーブしながら荒川最上流にある約1 kmにも及ぶ荒川横堤である北吉見横堤 の天端に、左岸側は本田高架橋に接続されている。歩道は下流側のみに設置されている。橋面は、車道側は1.5パーセント、歩道側は2パーセントの横断勾配がつけられている。上部工は鋼合成箱桁、3径間連続箱桁および鋼合成鈑桁を組み合わせている。欄干は右岸側において一部が水平方向に可動できる様になっている。親柱は鴻巣市側、吉見町側共ほぼ同一のデザインで、ボールで芸をするイルカのように見えるが、鴻巣市側は雛人形の起源である土偶を、吉見町側は安楽寺（吉見観音）にある「野荒しの虎」を抽象化したものである。2005年（平成17年）度の24時間当たりの交通量は5,800台である。

## 歴史

### 1932年の橋
糠田橋が開通する以前は、糠田の渡しとばれる渡船2艘を有する私設の渡船であった。また、渡船場には1804年（文化元年）頃までに設立された糠田河岸場が併設されていた。この渡船は昭和初期の荒川の改修により廃止された。
昭和初期に新河道が開削 され、それにより右岸側に分断された地区を結ぶために河道上に架けられた農耕橋が糠田橋の起源である。橋は船を7艘並べ渡り板を敷いた舟橋で、旧河道と新河道の分岐点上流側である現在の永久橋と同じ場所に架けられていた。架設は田間宮村の区長である河野和一郎が仕切り、架設に掛かる費用は左岸近傍に鎮座する氷川神社より借用して得た。橋は1932年（昭和7年）4月29日開通し、渡り初め式が行われた。橋番は周囲の4部落が交代で行ない、年3-4回ほど架け替えが行なわれ維持費がかさむため、田間宮村より100円の資金援助を受けたが後に村管理となった。

### 1952年・1955年の橋

糠田冠水橋の竣工式（1955年）

田間宮村は1954年（昭和29年）に周辺町村と合併をすることとなり、その記念事業として1952年（昭和27年）に約200メートル下流側の位置に130万円の工費を掛けて木製の冠水橋である糠田冠水橋が新河道上に架けられた。開通当時は村道だったが後に県道に編入されている。1954年（昭和29年）7月1日、田間宮村が合併され、橋の左岸側の所在地が鴻巣町（現、鴻巣市）となった。また、同日北吉見村も合併され、橋の右岸側の所在地が吉見村（現、吉見町）となった。
その後橋が架け替えられることとなり、1955年（昭和30年）2月13日13時に現場にて起工式が行われ、243万9000円の工費を掛けて木製の冠水橋が架け直された。橋の工事は市内の吉田工務所が請け負った。橋の第一期工事は3月31日に、第二期工事は5月31日にそれぞれ完了した。橋は6月11日に竣工式が挙行され、2人の神官（神職）を先頭に渡り初め式が行なわれた。上流側に流木除け（斜めの木材）が設置されているが、欄干は設置されていない。
この橋は1965年（昭和40年）9月17日に台風24号による洪水で流失した。

### 1966年の橋
県は472万円の工事費を掛けて1966年（昭和41年）3月18日開通予定で復旧工事が進められた。橋は通行止めになりその間、仮橋が架けられた。これまでの橋とは異なり、橋脚は鉄製で青系統の塗色で塗装され、付近の旧久下橋や旧大芦橋に似た構造の冠水橋となっていた。鉄柱を立ててロープを張った簡易な欄干が設置されていた。橋長51.6メートル、幅員3.3メートルで3トンの重量制限が実施されていた。道幅が狭いことから交互通行であった。
この冠水橋は現在の永久橋に架け替えの際に廃止となったが、取り付け道路は農道として現存する。

### 1987年の橋
現在の永久橋は1974年（昭和49年）度着工。現河道への瀬替え地点のすぐ上流側の位置である旧橋の川上側の場所に、総事業費は42億円 を投じて架け替えられることとなった。同時に橋の前後の未改修であった道路も合わせて改修が行われ、事業区間の総延長は橋も含め3.7 kmにも及んだ。橋の親柱の費用は両市町が負担した。橋は1987年（昭和62年）3月に竣工し、同年3月24日開通した。開通記念式は雨天の中、24日10時30分より挙行され、県知事のほか、近隣自治体の関係者260名が出席した。11時頃より、畑知事、鴻巣・東松山市長、吉見・吹上町長、川里村長の6名によるテープカットが執り行われ、三組の三世代家族による渡り初めが行なわれた。

## 周辺

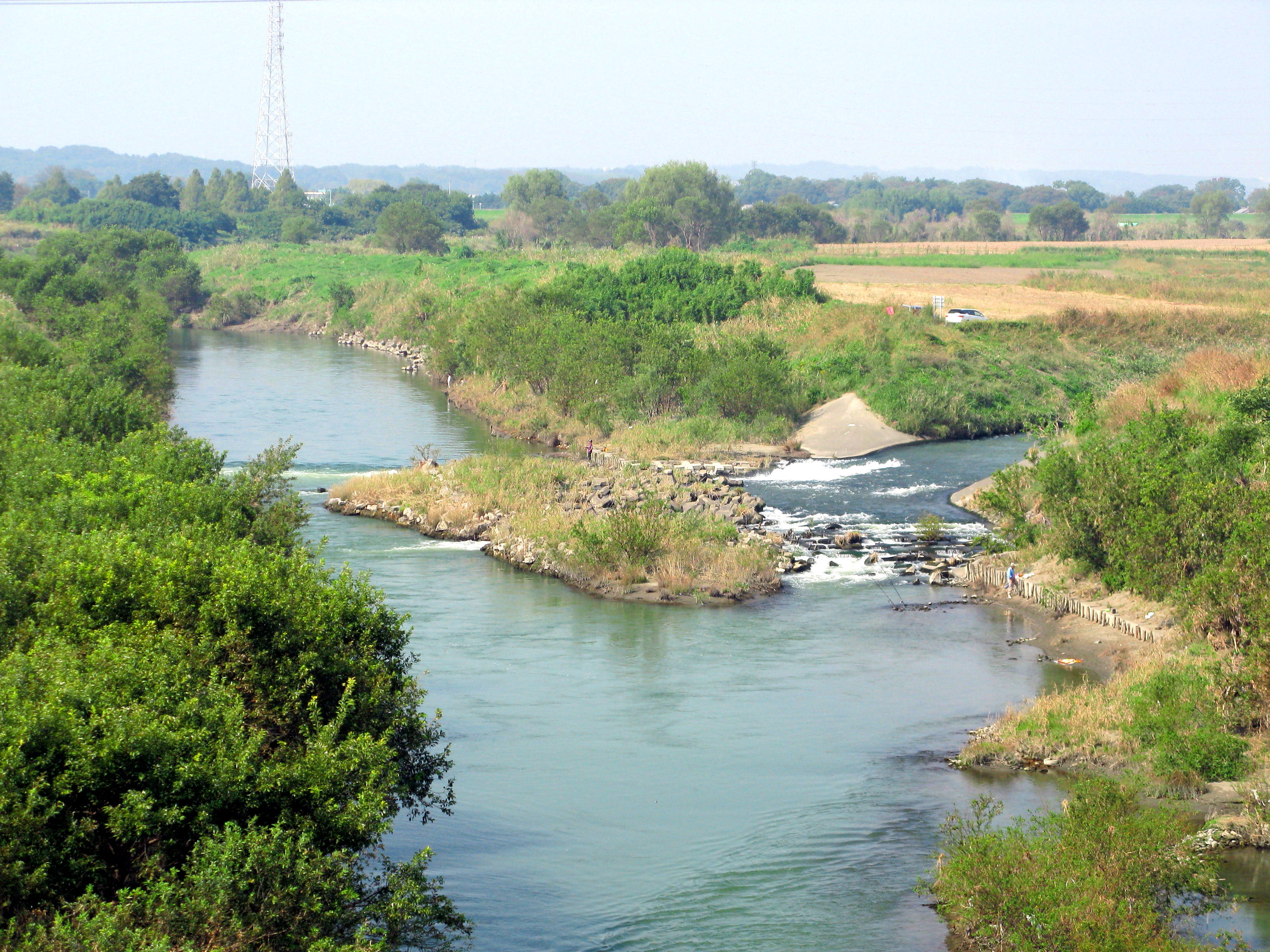
糠田橋より望む荒川と武蔵水路の合流点。現在は武蔵水路が改修され、景観が大きく異なる。

糠田橋付近より下流の荒井橋付近まで、河川敷は右岸側に広くとられ主に水田などの農地となっている。
右岸側にある横堤の下流側はスーパー堤防状に整地され、河川区域内にもかかわらずそこに集落がある。元々は現在の吉見総合運動公園の場所に明秋村の集落があったが、昭和初期の河川改修の際に1932年（昭和7年）から1933年（昭和8年）にかけて現在の場所に移転した。集落の周辺道路には小規模な陸閘もある。また、下流側に河川改修前の荒川の河道跡（旧荒川）が残り、その右岸沿いの自然堤防上には下流の御成橋にかけての河川区域内に未だに民家が数軒ほど存在する。また、上流側の河川区域にはハンノキ林が広がっている。広大な河川敷は上流側は押切橋の辺りまで続いているが、これより上流側には横堤は設けられていない。
また、毎年夏もしくは秋になると橋周辺の河川敷でギネス世界記録で認定された正四尺玉が目玉の「こうのす花火大会」が行われ、見物客で賑わう。
- 旧荒川 - 荒川の旧流路。明秋湖もしくは明秋沼とも呼ばれている[30]。
- 吉見町総合運動公園
- 明秋神社 - 荒川堤外地にある。
- 糠田運動場 - こうのす花火大会が行われる。
- 武蔵水路 - 橋のすぐ上流側で荒川に合流する。
  - 糠田排水機場
- 鴻巣市立田間宮小学校
- 聖泉寺
- 放光寺
- 氷川神社
- 埼玉県道155号さいたま武蔵丘陵森林公園自転車道線（荒川サイクリングロード）
- 県央ふれあいんぐロード - サイクリングロード[31]
  - 荒川花街道（旧、荒川コスモス街道）- 荒川の土手沿いの長さ約4.5 kmのコスモスの道

## その他
- 糠田橋は埼玉県のぐるっと埼玉サイクルネットワーク構想に基づき策定された「自転車みどころスポットを巡るルート」の「川幅日本一体感ルート」の経路や[32]、「三大河川巡りでぐるり埼玉づくしルート」の経路に指定されている[33]。

## 隣の橋
- 荒川

（上流） - 大芦橋 - 荒川水管橋 - 糠田橋 - 滝馬室橋 - 御成橋 - （下流）